# 林德維爾 (伊利諾伊州)
林德維爾（英語：Leanderville）是位於美國伊利諾伊州蘭道夫縣的一個非建制地區。該地的面積和人口皆未知。

## 地理
林德維爾的座標為37°54′59″N 89°40′34″W / 37.91639°N 89.67611°W，而該地的平均海拔高度為170米（即558英尺）。